# Lomnice nad Lužnicí
Lomnice nad Lužnicí (en allemand : Lomnitz an der Lainsitz) est une ville du district de Jindřichův Hradec, dans la région de Bohême-du-Sud, en République tchèque. Sa population s'élevait à 1 782 habitants en 2020.

## Géographie
Lomnice nad Lužnicí est arrosée par la Lužnice et se trouve à 22 km au nord-est de České Budějovice, à 23 km à l'ouest-sud-ouest de Jindřichův Hradec et à 113 km au sud-sud-est de Prague.
La commune est limitée par Ponědraž, Frahelž et Val au nord, par Klec et Lužnice à l'est, par Třeboň au sud, et par Smržov et Záblatí à l'ouest.

## Histoire
La première mention écrite de la localité date de 1220. Elle reçut son autonomie urbaine en 1382.

## Jumelages
- Dießen am Ammersee (Allemagne)
- Bad Großpertholz (Autriche)

## Source
- (cs) Cet article est partiellement ou en totalité issu de l’article de Wikipédia en tchèque intitulé « Lomnice nad Lužnicí » (voir la liste des auteurs).